# Конституция Луизианы (1812)

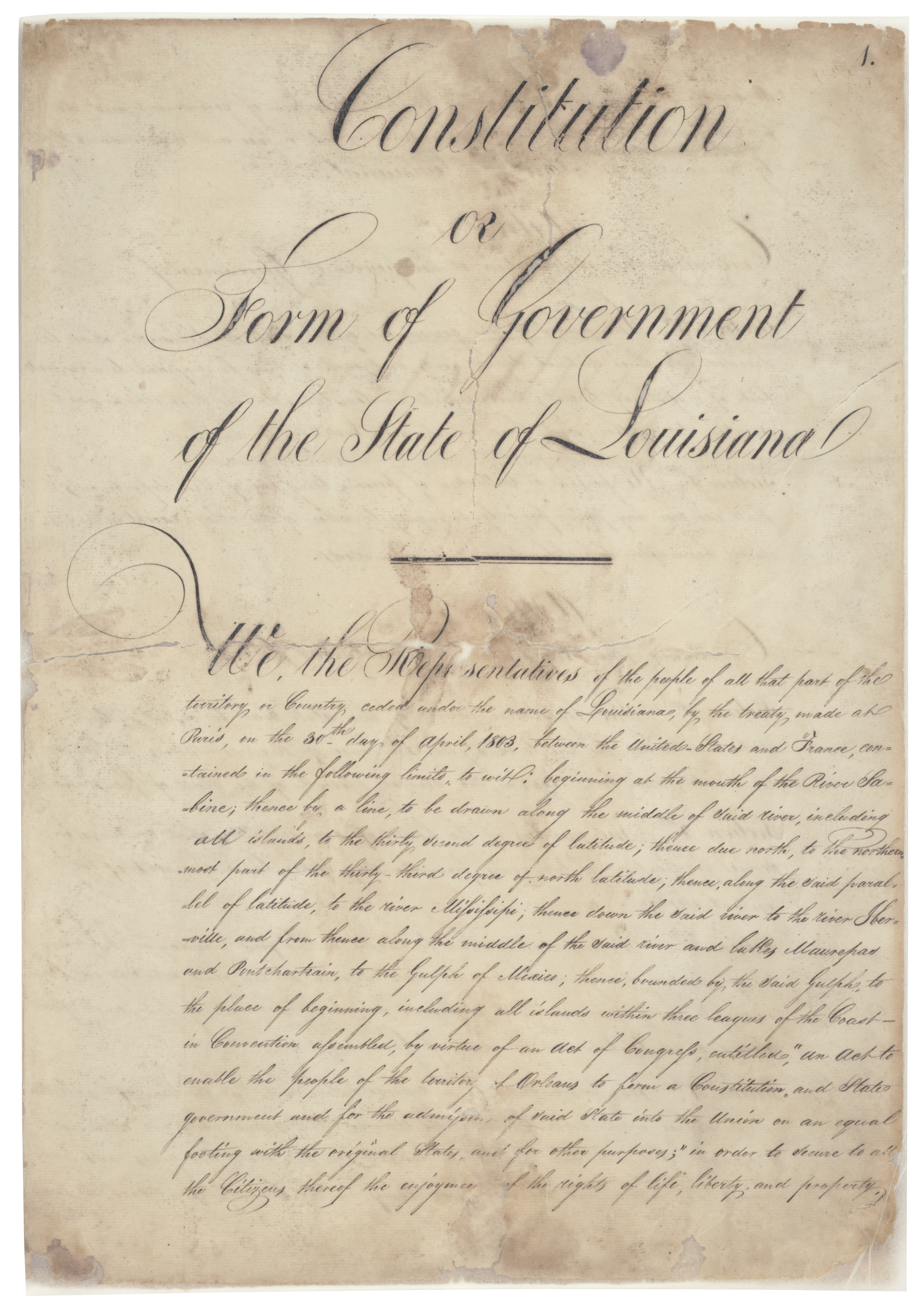
Первая страница Конституции Луизианы 1812 года.

Конституция Луизианы 1812 года — первая конституция штата Луизиана, принятая луизианским конституционным конвентом 1811—1812 года, которая превратила Орлеанскую территорию в штат Луизиана. Эта конституция оставалась основным законом штата до принятия новой конституции в 1845 году. 
Конституционный конвент взял за основу Конституцию Кентукки 1799 года и скорректировал её под реалии Луизианы. Конституция давала губернатору большие полномочия, но ограничивала его одним сроком в 4 года. Было сформировано законодательное собрание из верхней и нижней палат. Право голоса имели только белые налогоплательщики, примерно треть населения штата, но на практике лишь половина этого количества реально участвовала в голосованиях. В конституции не было прописано механизма поправок, любое изменение подразумевало принятие новой конституции новым конвентом. Конституция 1812 года была официально принята 22 января 1812 года.